# セネカ・フォールズ (ニューヨーク州)
セネカ・フォールズ(英語: Seneca Falls)はアメリカ合衆国ニューヨーク州セネカ郡にある町。2010年国勢調査での人口は9,040人で、同年には隣接する同名の村を統合した。フィンガー・レイクスの北側、ジェニーバの東に位置する。
一部では映画監督フランク・キャプラが1946年に制作した映画『素晴らしき哉、人生!』に登場する架空の町、ベッドフォード・フォールズについてのアイデアを与えたと信じられている。

## 歴史
かつてはカユーガ族の領域であり、17世紀にイエズス会の宣教師が訪問している。アメリカ独立戦争中の1779年にはサリバン遠征が行われ、略奪や入植者殺害に対する報復として攻撃・破壊された。
戦争終結後は中部ニューヨーク・ミリタリー・トラクトの一部となり、大陸軍の退役軍人たちに割り当てられた。
1818年にはセネカ湖とカユーガ湖を繋ぐ運河が完成し、1828年にはエリー運河と接続された。
町が設立されたのはその翌年の1829年で、ジュニアスの一部が分離して設立された。そしてその中心部が1831年に分離し、1つの村として独立した。
2010年5月16日にセネカ・フォールズ村の人々は村を解散しセネカ・フォールズ町に入る投票を行い、2012年に発効した。

## 地理
アメリカ合衆国国勢調査局によれば、町の全面積は27.4平方マイル(71.0 km²)である。そのうち24.2平方マイル(62.7 km²)が陸地、3.2平方マイル(8.3 km²)が水域であり、水域は全面積の11.63%を占める。
町の東側の境界線の一部はカユーガ湖で定められている。セネカ川・カユーガ＝セネカ運河が町を横切っている。最近は、歴史的な運河に沿って眺めのよい道を完成させる努力が進行中である。町の東部は、カユーガ湖の北端にあるモンテズマ・マーシュという広大な湿地の一部である。
国道20号線とニューヨーク州道5号線が接続し、町を東西方向に横切る幹線道路となる。ニューヨーク州道89号線はセネカ湖の岸に沿った南北方向の幹線道路である。ニューヨーク州道414号線もまた南北方向の幹線道路だが、国道20号線およびニューヨーク州道5号線と接続している部分では東西方向になっている。ニューヨーク州道318号線は、町の北東の隅で国道20号線およびニューヨーク州道5号線と交差している。

## 人口動態
以下は2000年アメリカ合衆国国勢調査における人口統計データである。なお、人種別人口構成のみは2010年のものを示す。
| 基礎データ - 人口: 9,347人 - 世帯数: 3,796世帯 - 家族数: 2,440家族 - 人口密度: 148.9人/km²（385.6人/mi²） - 住居数: 4,167軒 - 住居密度: 66.4軒/km²（171.9軒/mi²） 収入と家計 - 収入の中央値 - 世帯: 37,245米ドル - 家族: 48,565米ドル - 性別 - 男性: 36,631米ドル - 女性: 25,094米ドル - 人口1人当たりの収入: 18,462米ドル - 貧困線以下 - 対人口: 13.2% - 対家族数: 9.7% - 18歳未満: 14.4% - 65歳以上: 8.4% 世帯と家族 - 18歳未満の子供がいる: 29.8% - 結婚・同居している世帯: 49.0% - 未婚・離婚女性が世帯主である世帯: 10.9% - 非家族世帯: 35.7% - 単身世帯: 28.4% - 65歳以上の老人1人暮らし: 12.1% - 平均構成人数 - 世帯: 2.38人 - 家族: 2.91人 | 年齢別人口構成 - 18歳未満: 23.6% - 18-24歳: 8.5% - 25-44歳: 30.3% - 45-64歳: 21.9% - 65歳以上: 15.8% - 年齢の中央値: 37歳 - 性比（女性100人に対する男性の人口） - 総人口: 98.0 - 18歳以上: 94.7 人種別人口構成 - 非ヒスパニック白人: 93.6% - 黒人またはアフリカ系アメリカ人: 1.3% - ネイティブ・アメリカン: 0.4% - インド系: 0.3% - その他アジア人: 0.2% - その他の非ヒスパニック: 0.2% - 混血: 1.4% - プエルトリコ系: 1.0% - その他ヒスパニック: 0.7% |

## セネカ・フォールズ町の中の地域社会と場所
- ブリッジポート – ニューヨーク州道89号線に面した、セネカ・フォールズCDPの東にある湖畔の村落。
- カユーガ湖州立公園 – カユーガ湖の岸にある州立公園。
- フィンガーレイクス・リージョナル空港 (0G7) – セネカ・フォールズCDPの南東にあるゼネラル・アビエーション用の空港。
- ホールジー・コーナー – 町の北東の隅にある、国道20号線・ニューヨーク州道5号線に面した場所。
- リーハイ・バレー・ジャンクション – セネカ・フォールズCDPの北にある村落。
- モンテズマ国立野生生物保護区 – 町の東端にその一部がある、国立保護区。
- モンテズマ野生生物管理地域 – 町の東にある州立保護区。.
- ニコラス・コーナー – 町の北側の境界線にある、州道318号線に面した場所。
- セネカ・フォールズCDP – 国道20号線・ニューヨーク州道5号線およびニューヨーク州道414号線に面したセネカ・フォールズの村落であり, 以前は自治体としての村だった。

## 学校

### 公立学校

#### セネカ・フォールズ中央教育学区
セネカ・フォールズや周辺の村々への公立学校制度は、セネカ・フォールズ中央教育学区によって提供される。この学区には4つの学校がある。 現在の監督者はロバート・F・マッケヴェニーである。
- フランク・M・ナイト小学校は幼稚園生から3年生を扱う公立学校である。約300人の生徒が在籍する。 2006年時点での校長はミシェル・ファンコペノールである。[10]
- エリザベス・ケイディ・スタントン・スクールは3年生から5年生を扱う公立学校である。約300人の生徒が在籍する。現在の校長はアンドリュー・デルである。[11]
- セネカ・フォールズ中学校は6年生から8年生を扱う公立学校である。約350人の生徒が在籍する。現在の校長はケヴィン・ライトハートである。[12]
- ミンデース・アカデミーは9年生から12年生を扱う公立学校である。2006年時点で511人の生徒が在籍していた。現在の校長はアンソニー・フェラーラである。[13]

#### ウォータールー中央教育学区
近くのウォータールー町の中の、ウォータールー中央教育学区の学校に通う生徒もいる。

### 私立学校
- フィンガーレイクス・クリスチャン・スクール(FLCS)は幼稚園前から12年生までを扱う私立学校である。建物をカルバリー・チャペル・セネカ・フォールズと共有している。現在の校長はスコット・ヴァン・カーク牧師である。1991年に設立された。学校はカルバリー・チャペル・セネカ・フォールズの聖職者が管理している一部門であり、クリスチャンの子供に対して公立教育の代替となることを目標としている。75人から80人の生徒が在籍する。そのアドミッションポリシーとして、少なくとも一人の親または保護者が新生したクリスチャンでなくてはならない。一般的なカリキュラムに加えて、高等学校の生徒は聖書の授業に週二回出席し、全生徒は教員と共に祈祷の会を毎日行い、チャペルの礼拝に毎週参列する。FLCSの生徒は、学校間サッカー、バスケットボール、バレーボール、音楽、演劇、工作、家政学の中から教科を選択することができる。[15][16]

## 専門学校
- ニューヨーク・カイロプラクティック・カレッジ

州からアイゼンハワー・カレッジの古いキャンパスを購入した後、ロングアイランドから1991年の秋に移転して、カレッジはこの敷地で開学された。州は閉鎖していたキャンパスを管理していた。